# 查庆九
查庆九（1969年4月—），男，汉族，安徽太湖人，中华人民共和国政治人物。曾任中央政法委宣传教育局局长。现任青海省人民检察院检察长。